# Jonsbo fly
Jonsbo fly este o arie protejată (arie specială de conservare — SAC, sit de importanță comunitară — SCI) din Suedia întinsă pe o suprafață de 24,7 ha, integral pe uscat.

## Localizare
Centrul sitului Jonsbo fly este situat la coordonatele 57°03′14″N 15°50′16″E / 57.0538°N 15.8379°E.

## Înființare
Situl Jonsbo fly a fost declarat sit de importanță comunitară în ianuarie 2002 pentru a proteja un număr necunoscut de specii din flora spontană și fauna sălbatică aflate în arealul zonei. Situl a fost protejat și ca arie specială de conservare în martie 2011.

## Biodiversitate
Situată în ecoregiunea boreală, aria protejată conține 2 habitate naturale: Mlaștini turboase de tranziție și turbării mișcătoare, Mlaștini împădurite.
La baza desemnării sitului se află un număr nedeclarat de specii protejate.